# París-Roubaix 1960
La 58.ª edición de la París-Roubaix tuvo lugar el 10 de abril de 1960 y fue ganada por el belga Pino Cerami.

## Clasificación final
| Posición | Ciclista         | Equipo                | Tiempo     |
| -------- | ---------------- | --------------------- | ---------- |
| 1        | Pino Cerami      | Peugeot-BP-Dunlop     | 6h 01' 45" |
| 2        | Tino Sabbadini   | Mercier-BP-Hutchinson | + 14"      |
| 3        | Miguel Poblet    | Ignis                 | + 55"      |
| 4        | Jean Forestier   | Helyett-Leroux        | m. t.      |
| 5        | Henri de Wolf    | Helyett-Leroux        | m. t.      |
| 6        | Frans Aerenhouts | Mercier-BP-Hutchinson | m. t.      |
| 7        | Gilbert Desmet   | Carpano               | m. t.      |
| 8        | Jacques Anquetil | Helyett-Leroux        | m. t.      |
| 9        | Tom Simpson      | Rapha-Gitane          | + 1' 03"   |
| 10       | Raymond Impanis  | Faema                 | + 1' 11"   |